# NGC 4946
NGC 4946 (другие обозначения — ESO 269-45, MCG -7-27-30, DCL 489, PGC 45283) — эллиптическая галактика (E) в созвездии Центавр.
Эта галактика вращается со скоростью около 60—80 км/с.
Этот объект входит в число перечисленных в оригинальной редакции «Нового общего каталога».